# Paller cobert i era de Casa Serrat
El Paller cobert i era de Casa Serrat és una casa d'Erill la Vall, al municipi de la Vall de Boí (Alta Ribagorça) inclosa a l'Inventari del Patrimoni Arquitectònic de Catalunya.

## Descripció
Edifici constituït per un cos principal destinat a cobert, de planta rectangular, cobert a dues aigües, amb la planta baixa oberta i la part superior de la façana principal tancada amb un parament de fusta.
Al costat sud hi ha un cos d'ampliació destinat a estable i paller, amb façanes cegues excepte la principal que té una porta a la planta baixa i una gran obertura al pis. La coberta és continuació de la del cobert, amb un pendent més suau.